# インヴィンシブル投資法人
インヴィンシブル投資法人は、日本の投資法人であり、ホテル・住居中心とする上場総合型不動産投資信託（J-REIT）。

## 概要
2010年2月1日、住宅系REITの東京グロースリート投資法人を存続法人として、エルシーピー投資法人を吸収する形で設立された。J-REITの合併は史上初の出来事であった。リーマン・ショック後は世界的な信用収縮が起こり、ニューシティ・レジデンス投資法人が破綻するなどJ-REIT市場では資金繰りが悪化していた。そのため両REITの合併には財務体質を向上させ、リファイナンスリスクへの対応する意図があったとみられる。また、この合併に伴い、東京グロースリートの資産運用会社グロースリート・アドバイザーズは解散している。
2011年7月15日、フォートレス・インベストメント・グループをスポンサーに迎え入れた。これにより当初は「REITが高い金利で借り入れをしてフォートレスが質の悪い物件を押し付けられるのではないか」と懐疑的な見方をされていたが、インヴィンシブル投資法人が総合型REITからホテル投資を重視するREITへと変貌を遂げたことで急速に市場の評価を上げた。フォートレスは現在、積極的にホテルを購入しインヴィンシブルに渡す関係となっている。運用資産総額は2014年5月時点の725億円から2017年3月末時点の2,911億円の4倍に成長している。
2017年12月27日、ソフトバンクグループによるフォートレス・インベストメント・グループ買収が完了。これに伴い2018年3月末日までにCalliopeが保有する資産運用会社の株式の80％がフォートレス関係法人に、20％がソフトバンクグループ関係法人に譲渡される予定。
2018年9月、グランドケイマン島のホテル2物件の長期不動産賃借権等を裏付け資産とする匿名組合出資持分（100%）を取得した。しかしながら、2019年4月1日の租税特別措置法の改正により、投資法人に係る課税の特例（導管性要件）の一つである「他の法人の株式又は出資の50％以上を有していないこと」との要件に、匿名組合出資も含まれることになったため、導管性要件を維持するため、2019年5月に本投資法人が長期不動産賃借権等を直接保有する形態に変更された。
2020年、新型コロナウイルス感染症の影響で、3月以降ホテルの売上高が大きく低下し、主要テナントでホテル運営者のマイステイズ・ホテル・マネジメント（MHM）に対し、固定賃料の免除や費用の本投資法人による負担などの支援を行うことにした。MHMもフォートレスグループの出資を受けており、利害関係者に準じたものであるため、利益相反が論点となった。

## 沿革
- 2002年
  - 1月18日 - 東京グロースリート投資法人が設立。
  - 2月26日 - 金融商品取引業者登録（登録番号 関東財務局長 第15号）。
- 2004年5月17日 - 大阪証券取引所上場。
- 2006年
  - 6月1日 - ビジネスバンクコンサルティングによる運用会社グロースリート･アドバイザーズの親会社パレックス（旧・東京リート）子会社化の動き[10]。
  - 8月1日 - 東京証券取引所上場[11]。
  - 8月25日 - ビジネスバンクコンサルティングによる子会社の合意解除[12]。
- 2007年
  - 2月20日 - アパマンショップホールディングスがパレックスを子会社化[13]。
  - 10月6日 - 大阪証券取引所上場廃止[14]
- 2009年
  - 11月17日 - エルシーピー投資法人との間に合併契約を締結[15]。
  - 12月10日 - 合併後の名称「インヴィンシブル投資法人」を発表[16]。
- 2010年
  - 2月1日 - 東京グロースリートを存続法人としてエルシーピー投資法人と合併、インヴィンシブル投資法人へ商号変更。
  - 9月27日 - 旧運用会社グロースリート・アドバイザーズ解散[17]。
- 2011年7月15日 - フォートレス・インベストメントへのスポンサー交代及び第三者割当増資を発表[18][19]。
- 2016年9月27日 - JCRより長期発行体格付A取得[20]。
- 2017年12月27日 - ソフトバンクグループによるフォートレス・インベストメント・グループ買収完了に伴い資産運用会社の親会社及び特定関係法人に異動が生じる[21]。

## ポートフォリオ
2022年9月9日現在で、保有物件数128件、取得価格合計4,914億円、用途別内訳はホテル91.7%・86物件、住居7.8%・41物件、その他0.5%・1物件である。
主な物件
- ウェスティン・グランドケイマン・セブンマイルビーチ・リゾート＆スパ（英領ケイマン諸島）
- ホテルマイステイズ五反田駅前（東京都品川区）
- ホテルエピナール那須（栃木県那須郡）
- ホテルマイステイズプレミア赤坂（東京都港区）
- シェラトン・グランデ・トーキョーベイ・ホテル（特定目的会社優先出資証券持分49%）（千葉県浦安市）
- ホテルマイステイズプレミア札幌パーク（北海道札幌市）
- ホテルマイステイズ札幌アスペン（北海道札幌市）
- ホテルマイステイズプレミア金沢（石川県金沢市）
- ホテルマイステイズ新大阪コンファレンスセンター（大阪府大阪市）
- ホテルマイステイズプレミア成田（千葉県成田市）

## エルシーピー投資法人
エルシーピー投資法人はかつて存在した日本の投資法人。レキシントン・コーポレート・プロパティ、極東証券、ゼクス不動産投資顧問、日神不動産により設立され不動産投資信託を行っていた。運用会社はエルシーピー・リート・アドバイザーズ（現・コンソナント・インベストメント・マネジメント）であった。有料老人ホームやシニア住宅といった高齢者向けの居住施設を中心とした住宅系REITであったが、前述の通り東京グロースリートに吸収合併された。
- 2005年9月20日 - エルシーピー投資法人設立。
- 2006年
  - 5月23日 - 東京証券取引所に上場[23]。
  - 10月20日 - 重大な法令違反が認められ、業務改善命令を受ける（役員会議事録不実記載8件、持ち廻り決議6件）[24][25]。
- 2010年1月27日 - 上場廃止。

## コンソナント・インベストメント・マネジメント
コンソナント・インベストメント・マネジメント株式会社はインヴィンシブル投資法人の資産運用会社。かつてはエルシーピー投資法人の資産運用会社をしていた。フォートレスインベストメントグループのCalliope合同会社の100％子会社である。
- 2004年3月15日 - エルシーピー・リート・アドバイザーズ設立
- 2004年6月25日 - 宅地建物取引業免許:東京都知事(3)第83288号
- 2005年5月27日 - 取引一任代理等認可:国土交通大臣認可 第36号
- 2007年9月30日 - 金融商品取引業登録:関東財務局長(金商) 第314号
- 2010年2月1日 - エルシーピー・リート・アドバイザーズからコンソナント・インベストメント・マネジメントに商号変更